# Ophelimus oviparopsis
Ophelimus oviparopsis är en stekelart som först beskrevs av Girault 1934.  Ophelimus oviparopsis ingår i släktet Ophelimus och familjen finglanssteklar. Inga underarter finns listade i Catalogue of Life.